# Dálnice v Portugalsku

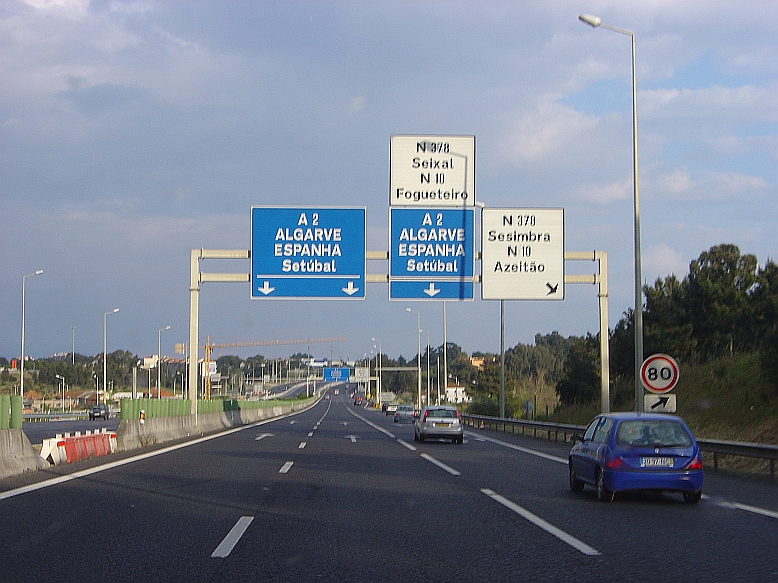
Portugalská dálnice A2

Celková délka dálnic v Portugalsku je v současné době (2017) cca 3000 km. Nejvyšší povolená rychlost na dálnicích je pro osobní automobily 120 km/h. Na portugalských dálnicích funguje mýtný systém pro všechna vozidla.

## Historie výstavby dálnic
Portugalská silniční síť byla dříve velmi zastaralá a neexistovaly tu žádné dálnice. Po vstupu Portugalska do Evropské unie (1986) vznikla řada projektů, které se týkaly modernizace silniční sítě a výstavby dálnic. V roce 2008 dosáhla síť dálnic 1300 km, přičemž většina dálnic byla vystavěna z evropských dotací. Dnes dálniční síť dosahuje 1500 km a většina dálnic je dobudovaná.

## Seznam dálnic

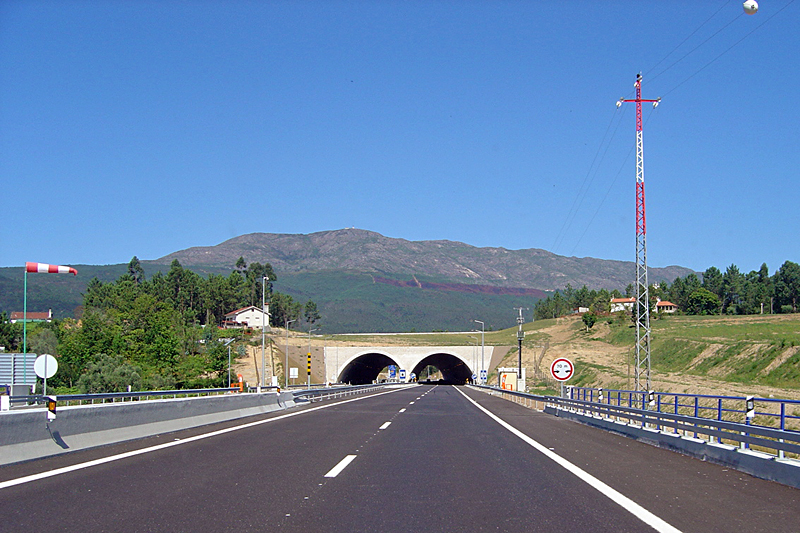
A27 u města Ponte de Liman

Rychlostní limity v Portugalsku

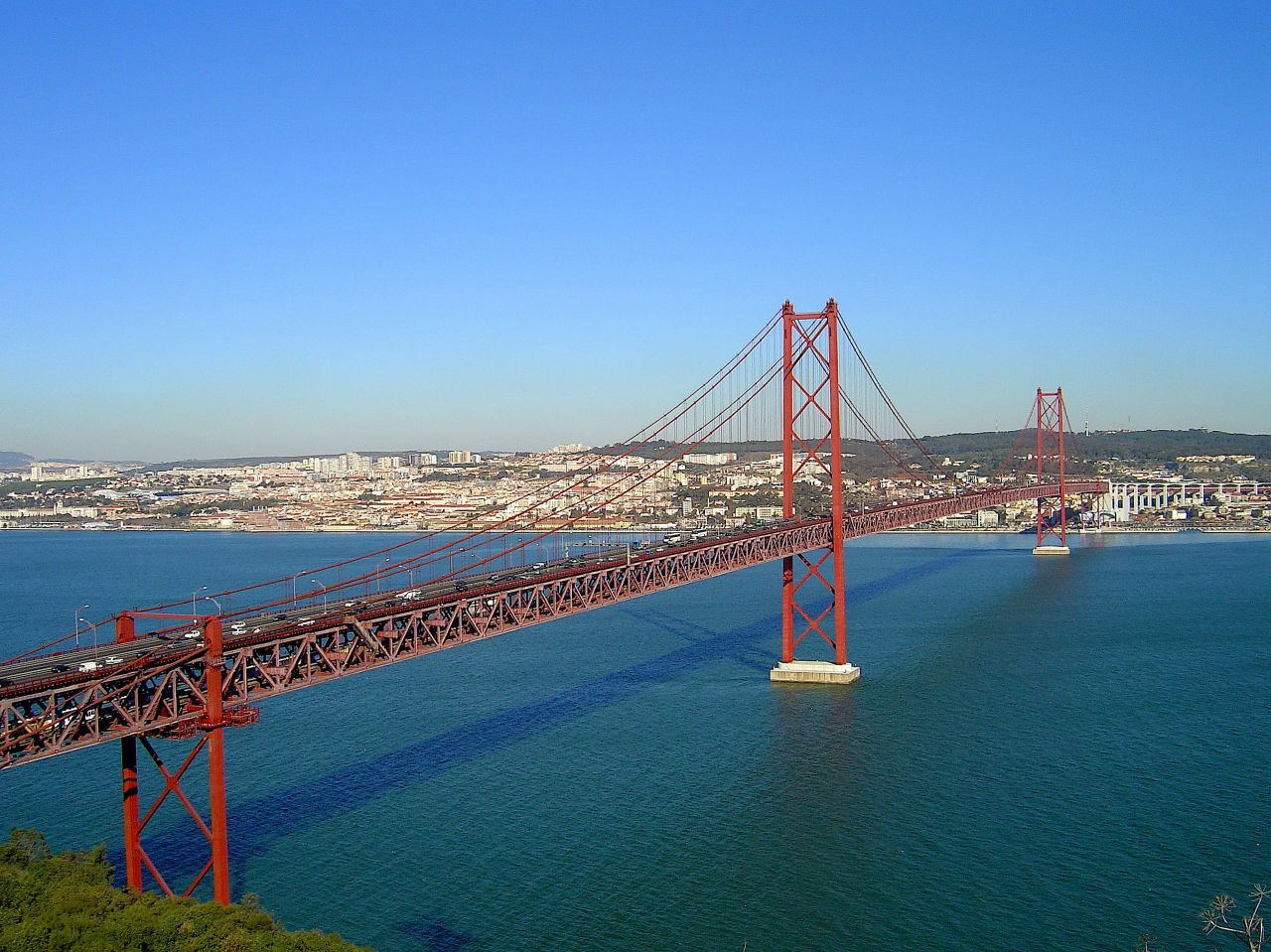
Most 25. května v Lisabonu, Dálnice A2

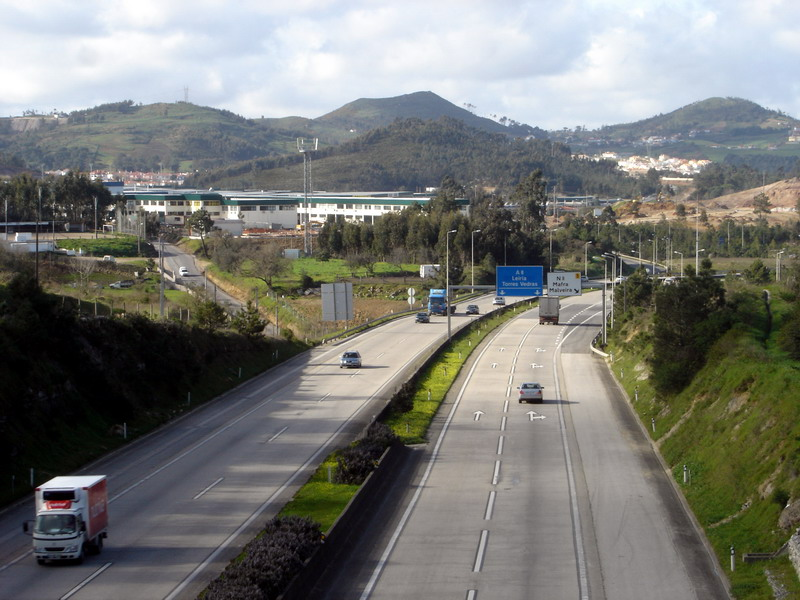
Dálnice A8 v Malveiře

Dálnice jsou v Portugalsku označovány písmenem A (autoestrada - portugalsky dálnice)
| Číslo  | Mapa         | Trasa                                                                                                | Konečná délka (km) | Ve výstavbě (km) | V provozu (km) |
| ------ | ------------ | --- | ------------------ | ---------------- | -------------- |
| A1-PT  | Karte A1 PT  | Lisabon - Santarém - Coimbra - Aveiro - Porto                                                        | 303                | -                | 303            |
| A2-PT  | Karte A2 PT  | Lisabon - Setúbal - Albufeira                                                                        | 240                | -                | 240            |
| A3-PT  | Karte A3 PT  | Porto - Braga - Ponte de Lima - Španělsko (Dálnice A-55)                                             | 112                | -                | 112            |
| A4-PT  | Karte A4 PT  | Metosinhos - Porto - Penafiel - Amarante - Vila Real - Bragança - Španělsko (Dálnice A-11)           | 223                | -                | 223            |
| A5-PT  | Karte A5 PT  | Lisabon - Estoril - Cascais                                                                          | 25                 | -                | 25             |
| A6-PT  | Karte A6 PT  | Montemor-o-Novo - Évora - Elvas - Španělsko (Dálnice A-5)                                            | 185                | -                | 185            |
| A7-PT  | Karte A7 PT  | Vila do Conde - Guimarães - Vila Pouca de Aguiar                                                     | 100                | -                | 100            |
| A8-PT  | Karte A8 PT  | Lisabon - Torres Vedras - Caldas da Rainha - Marinha Grande - Leiria                                 | 132                | -                | 132            |
| A9-PT  | Karte A9 PT  | Lisabon - Alverca do Ribatejo                                                                        | 35                 | -                | 35             |
| A10-PT | Karte A10 PT | Alverca do Ribatejo - Vila Franca de Xira - Benavante                                                | 40                 | -                | 40             |
| A11-PT | Karte A11 PT | Apúlia - Braga - Guimarães - Castelões                                                               | 80                 | -                | 80             |
| A12-PT | Karte A12 PT | Lisabon - Most Vasca de Gama - Setúbal                                                               | 24                 | -                | 24             |
| A13-PT | Karte A13 PT | Marateca - Almeirim                                                                                  | 163                | -                | 163            |
| A14-PT | Karte A14 PT | Coimbra - Figueira da Foz                                                                            | 40                 | -                | 40             |
| A15-PT | Karte A15 PT | Caldas da Rainha - Santarém                                                                          | 38                 | -                | 38             |
| A16-PT | Karte A16 PT | Lisabon - Sintra - Alcabideche                                                                       | 28                 | -                | 28             |
| A17-PT | Karte A17 PT | Marinha Grande - Leiria - Aveiro                                                                     | 116                | -                | 116            |
| A18-PT |              | Torres Vedras - Carregado                                                                            | 27                 | 0                | 0              |
| A19-PT | Karte A19 PT | Leiria (spojka dálnic A1 a A8)                                                                       | 16                 | -                | 16             |
| A20-PT | Karte A20 PT | Porto (spojka dálnic A1 a A28)                                                                       | 16                 | -                | 16             |
| A21-PT | Karte A21 PT | Ericeira - Venda do Pinheiro                                                                         | 41                 | -                | 41             |
| A22-PT | Karte A22 PT | Bensafrim - Portimão - Loulé - Faro - Tavira - Vila Real de Santo António - Španělsko (Dálnice A-49) | 133                | -                | 133            |
| A23-PT | Karte A23 PT | Zibreira - Torres Novas - Abrantes - Castelo Branco - Covilhã - Guarda                               | 217                | -                | 217            |
| A24-PT | Karte A24 PT | Viseu - Vila Real - Chaves - Vila Verde da Raia - Španělsko (Dálnice A-75)                           | 155                | -                | 155            |
| A25-PT | Karte A25 PT | Gafanha da Nazaré - Aveiro - Viseu - Guarda - Španělsko (Dálnice A-62)                               | 204                | -                | 204            |
| A26-PT | Karte A26 PT | Sines - Beja                                                                                         | 116                | 105              | 11             |
| A27-PT | Karte A27 PT | Viana do Castelo - Ponte de Lima - Ponte de Barca                                                    | 24                 | -                | 24             |
| A28-PT | Karte A28 PT | Porto - Vila do Condo - Viana do Castelo - Caminha                                                   | 92                 | -                | 92             |
| A29-PT | Karte A29 PT | Porto - Angeja                                                                                       | 52                 | -                | 52             |
| A30-PT | Karte A30 PT | Sacavém - Santa Iria de Azóia                                                                        | 8                  | -                | 8              |
| A31-PT |              | Coimbra                                                                                              | 5                  | -                | 5              |
| A32-PT |              | Calvarhos - Oliveira de Azeméis                                                                      | 35                 | -                | 35             |
| A33-PT | Karte A33 PT | Coina - Montijo - Alcochete                                                                          | 62                 | 22               | 40             |
| A34-PT |              | Pombal                                                                                               | 5                  | -                | 5              |
| A35-PT |              | Santa Comba Dão - Canas de Senhorim                                                                  | 87                 | 0                | 22             |
| A36-PT | Karte A36 PT | Lisabon                                                                                              | 20                 | -                | 20             |
| A37-PT | Karte A37 PT | Lisabon - Sintra                                                                                     | 16                 | -                | 16             |
| A38-PT | Karte A38 PT | Almada - Caparica                                                                                    | 18                 | -                | 18             |
| A39-PT |              | Barreiro                                                                                             | 23                 | 16               | 7              |
| A40-PT |              | Lisabon                                                                                              | 4                  | -                | 4              |
| A41-PT | Karte A41 PT | Perafita - Porto - Espinho                                                                           | 62                 | -                | 62             |
| A42-PT | Karte A42 PT | Alfena - Lousada                                                                                     | 20                 | -                | 20             |
| A43-PT | Karte A43 PT | Porto - Gondomar - Aguiar de Sousa                                                                   | 16                 | -                | 16             |
| A44-PT |              | Gulpilhares - Areinho                                                                                | 9                  | -                | 9              |
| A47-PT |              | Santa Maria da Feira - Mansores                                                                      | 19                 | -                | 19             |